# Sus4
sus4（サスフォー）は、東京少年少女合唱隊や聖歌隊で活躍していた根本美緒と太田美帆の2人による女性デュオ。
美しいハーモニーを持つsus4は聖歌をベースにしつつ自らのオリジナルナンバーも作っていた。一方で、テレビアニメの主題歌やCMの歌などで活躍していた。2000年に解散。

## メンバー
Mio（根本美緒、1979年2月10日 - ）（ソプラノ・メゾソプラノ）
慶應義塾大学卒業（sus4解散）後、東北放送（TBC）に就職。2004年に退社し独立。現在はフリーアナウンサー、そして気象予報士として『みのもんたの朝ズバッ!』などで活躍中。
Miho（太田美帆、1978年11月16日 - ）（メゾソプラノ・アルト）
sus4解散後に独立し、音楽活動を続ける。ソロアルバム『風の声』（2000年）を発売。日本大学芸術学部声楽科卒業。聖歌隊CANTUSのリーダー及びコーラスプロジェクトUTA(ゆた)を主宰する他、2018年よりソロ活動を再開。
sus"4"というグループ名なのは、最初期メンバーは4人であったためである。

## 活動
ライブやテレビなどの仕事の他、老人ホームなどでのチャリティー活動も盛んに行っていた。また、デビュー当初は、最小の聖歌隊として教会をまわったりもしていた。

### アルバム
- Winter（1996年） - デビュー・アルバム

### シングル
- Good Fine Everyday / 星の声（1997年、1998年） - アニメ『フォーチュン・クエストL』主題歌、エンディング。Mioによる作詞・作曲。フォーチュン・クエストLのサントラ盤にも収録されている。
- 詠人/プリン賛歌（1998年） - アニメ『おじゃる丸』オープニング（北島三郎による）、エンディング
- 銀色のエトワール（2000年） - アニメ『ファーブル先生は名探偵』エンディング

### CM
- キリンレモン
- サッポロ一番

### その他
- Odiex (The Theme of Teddy) - 映画『踊る大捜査線 THE MOVIE』挿入歌。小泉今日子の登場シーンで使用されている。サントラ盤に収録。
- 清水靖晃『BACHBOX』（1997年。第39回日本レコード大賞企画賞受賞。）にも参加している。